# Dorothea Ernst
Dorothea Ernst (* 1949 in Gaildorf, Kreis Schwäbisch Hall) ist eine deutsche Vokalperformerin und Stimmartistin.

## Leben
Dorothea Ernst lebt seit 1989 in Böbingen an der Rems. Sie ist mit dem Maler und Zeichner Uwe Ernst verheiratet und hat eine Tochter.
Von 1986 bis 1994 hat sie bei Ruthild Geyer (Schwäbisch Gmünd) eine Gesangsausbildung und von 1997 bis 2001 bei Christa Hummel (Stuttgart) eine Sprech- und Stimmausbildung absolviert.

## Werk
Seit 1994 vertont Dorothea Ernst ihre lyrischen Texte für Stimme in speziell ausgerichteter grafischer und farblicher Darstellung. Die komplexen Partituren sind zugleich komponierte Textgrafik wie auch Libretto.
Ein Bilderzyklus zur Matthäus-Passion, den ihr Ehemann, der Künstler Uwe Ernst, im Jahr 2002 fertigstellte, wurde zur Grundlage des Multimedia-Projekts Im Prinzip: Hoffnung. Audiovisuelles Konzert zur Mechanik des Leidens. Fünf Szenen für Bilder und Klänge aus schwarzer Kreide. Dorothea Ernst steuerte Texte bei und interpretierte sie persönlich bei der Uraufführung am 20. Oktober 2002 im Ostalbkreishaus Aalen. Neben Uwe und Dorothea Ernst arbeiteten noch der Audiokünstler Otto Kränzler und der Videokünstler Roland Barth an dem Projekt mit.

## Auftritte (Auswahl)
- Atelier Uwe Ernst
- Ausstellung Wolfgang Bier, Kunsthalle Dominikanerkirche, Osnabrück
- Johanniterhalle, Schwäbisch Hall
- Galerie am schwarzen Meer, Bremen
- Haus der Wirtschaft, Stuttgart
- BBK, Künstlermesse Stuttgart
- Verleihung des Schubart-Literaturpreises an Henryk M. Broder, Aalen
- Theaterstudio, Aalen
- Kornhausgalerie, Weingarten
- Kleine Museumsnacht, Schriesheim
- Stuttgarter Schriftstellerhaus
- Geschwister-Scholl-Schule, Tübingen
- Zehentscheuer, Möglingen
- Schorndorfer Kulturnacht
- Performance-Tage, Kornwestheim
- Landratsamt Aalen, Uraufführung »Im Prinzip: Hoffnung« (2002)
- Galerie im Kameralamt, Waiblingen
- Kulturscheune, Essingen
- SWR Hörfunkdirektion, Baden-Baden
- Kunstverein Bellevue-Saal, Wiesbaden
- Museumsnacht, Kunstforum Heidelberg
- Club des Arts, Europarat Strasbourg